# Método de la transformada de ondícula de módulo máximo
La Transformada Wavelet de Módulo Máximo (WTMM por sus siglas en inglés) es un método para detectar la dimensión fractal de una señal.
Además de esto, WTMM es capaz de particionar el tiempo y dominio de escala de una señal en regiones de dimensión fractal. En ocasiones se menciona este método como un "microscopio matemático" debido a su capacidad de inspeccionar en varias escalas las características dimensionales de una señal y posiblemente informar sobre las fuentes de estas características.
El método WTMM  utiliza la Transformada Wavelet Continua en lugar de la Transformada de Fourier para detectar singularidades, es decir discontinuidades, áreas donde no la señal no es continua en una derivada particular.
En particular, este método es útil cuándo se analizan señales multifractales, aquellas que tienen múltiples dimensiones fractales.

## Descripción
Considerar una señal que puede ser representado por la siguiente ecuación:
{\displaystyle f(t)=a_{0}+a_{1}(t-t_{i})+a_{2}(t-t_{i})^{2}+\cdots +a_{h}(t-t_{i})^{h_{i}}}
Donde {\displaystyle t} es cercano {\displaystyle t_{i}} y  {\displaystyle h_{i}} es un valor no entero que cuantifica la singularidad local. (Compare esto con la Serie de Taylor, donde se utiliza solo un número limitado de  términos de bajo nivel para aproximar una función continua.) 
Generalmente, la Transformada Wavelet Continua descompone una señal como una función del tiempo, en lugar de suponer que la señal es estacionaria (por ejemplo la Transformada de Fourier).   Cualquier Wavelet continua puede ser utilizada, aunque la primera derivada de la Distribución Gaussiana y la Wavelet Sombrero Mexicano (2.ª derivada de la Gaussiana) son las más comunes.  La elección de la wavelet puede depender de las características de la  señal que se está investigando.
A continuación se muestra una posible base wavelet dada por la primera derivada de la Gaussiana:
{\displaystyle G'(t,a,b)={a \over {(2\pi )^{-1/2}}}(t-b)e^{{-(t-b)^{2}} \over {2a^{2}}}}
Una vez que la "wavelet madre" ha sido seleccionada, la transformada wavelet se lleva a cabo como una función continua y de cuadrado integrable que puede ser escalada y traducida. Sean {\displaystyle a>0} la constante de escala y {\displaystyle b\in \mathbb {R} } la traducción de la wavelet a lo largo de la señal:
{\displaystyle x_{w}(a,b)={{1} \over {\sqrt {a}}}\int \limits _{\infty }^{\infty }x(t)\psi ^{\ast }({t-b \over a})dt}
Dónde {\displaystyle \psi (t)} es una función continua en el dominio de tiempo y el dominio de frecuencia llamada la  "wavelet madre" y {\displaystyle ^{\ast }} representa la operación de conjugado.       
Calculando {\displaystyle X_{w}(a,b)} por wavelets posteriores que son derivadas  de la wavelet madre, las singularidades pueden ser identificadas. Wavelets de derivadas sucesivas eliminan la influencia de los términos de bajo nivel en la señal, dejando el máximo {\displaystyle h_{i}} para ser detectado. (Recordar que cuando tomando derivadas, los términos de bajo nivel se hacen 0)  Esto es el "Módulo Máximo".
De esta forma, este método identifica el espectro de singularidad a través de convoluciones de la señal con una wavelet en diferentes intervalos de tiempo y escala.
El WTMM es entonces capaz de producir un "esqueleto" que particiona la escala y el espacio tiempo por la dimensión fractal.

## Historia
La WTMM fue desarrollada fuera del campo más grande que es la Transformada Wavelet Continua, el cual surgió en la década de 1980, y sus contemporáneo métodos de dimensión fractal .
En esencia,  es una combinación  de los métodos "box counting" de dimensión fractal y la transformada wavelet continua, donde wavelets en varias escalas son utilizadas en lugar de "boxes".
WTMM fue originalmente desarrollada por Mallat y Hwang en 1992 y utilizado para procesamiento de imágenes. 
Bacry, Muzy y Arneodo fueron usuarios tempranos de esta metodología.  Posteriormente ha sido utilizado en campos relacionados al procesamiento de señales.